# Baker's percentage
Baker's percentage, på svenska ungefär bagarens procent eller bagarprocent, är ett sätt att visa proportioner på när man bakar bröd. Procentsatsen är egentligen ett förhållande där ingrediensernas vikt uttrycks i förhållande till mängden mjöl som används. Exempelvis, om ett recept säger 1 kg mjöl och ½ kg vatten, är den motsvarande procentsatsen 100 % och 50 %.
Ett vanligt förekommande förhållande är 100 % mjöl, 60 % vatten eller annan vätska, 1 % jäst, 2 % salt och 1 % olja, fett eller smör. Metoden gör även det enklare att jämföra hur torrt, salt, sött ett recept är, och så vidare.

## Exempel
Ett recept innehåller följande ingredienser:
100 % mjöl
35 % vatten
35 % mjölk
4 % färsk jäst
1,8 % salt
Formeln för att få ingrediensernas vikt när man vet mjölvikten är då följande:
X = mjölvikt
0,35 * X = vattenvikt
0,35 * X = mjölkvikt
0,04 * X = jästvikt
0,018 * X = saltvikt
Om bagaren använder 1 kg mjöl, skulle receptet innehålla:
1 kg mjöl
0,35 kg vatten (350 gram)
0,35 kg mjölk (350 gram)
0,04 kg jäst (40 gram)
0,018 kg salt (18 gram)

Degen kan inte innehålla mer än 100 % så man får räkna med delar

100 delar mjöl

35 delar vatten

35 delar mjölk

4 delar jäst

2 delar salt

Totalt antal delar är 100+35+35+4+2 = 176

Antal procent mjöl blir 100/176 ~57 %

vatten 35/176 ~20 %

mjölk 35/176 ~20 %

jäst 4/176 ~2 %

salt 2/176 ~1 %